# Благодатка (Ульяновская область)
Благодатка — выселки Павловском районе Ульяновской области. Входит в состав Шаховского сельского поселения. 

## География
Находятся на расстоянии примерно 12 километров по прямой на восток-юго-восток от районного центра поселка Павловка.

## Население
Население составляло 80 человек в 2002 году (русские 85%), 78 по переписи 2010 года.